# Oliver Tobias

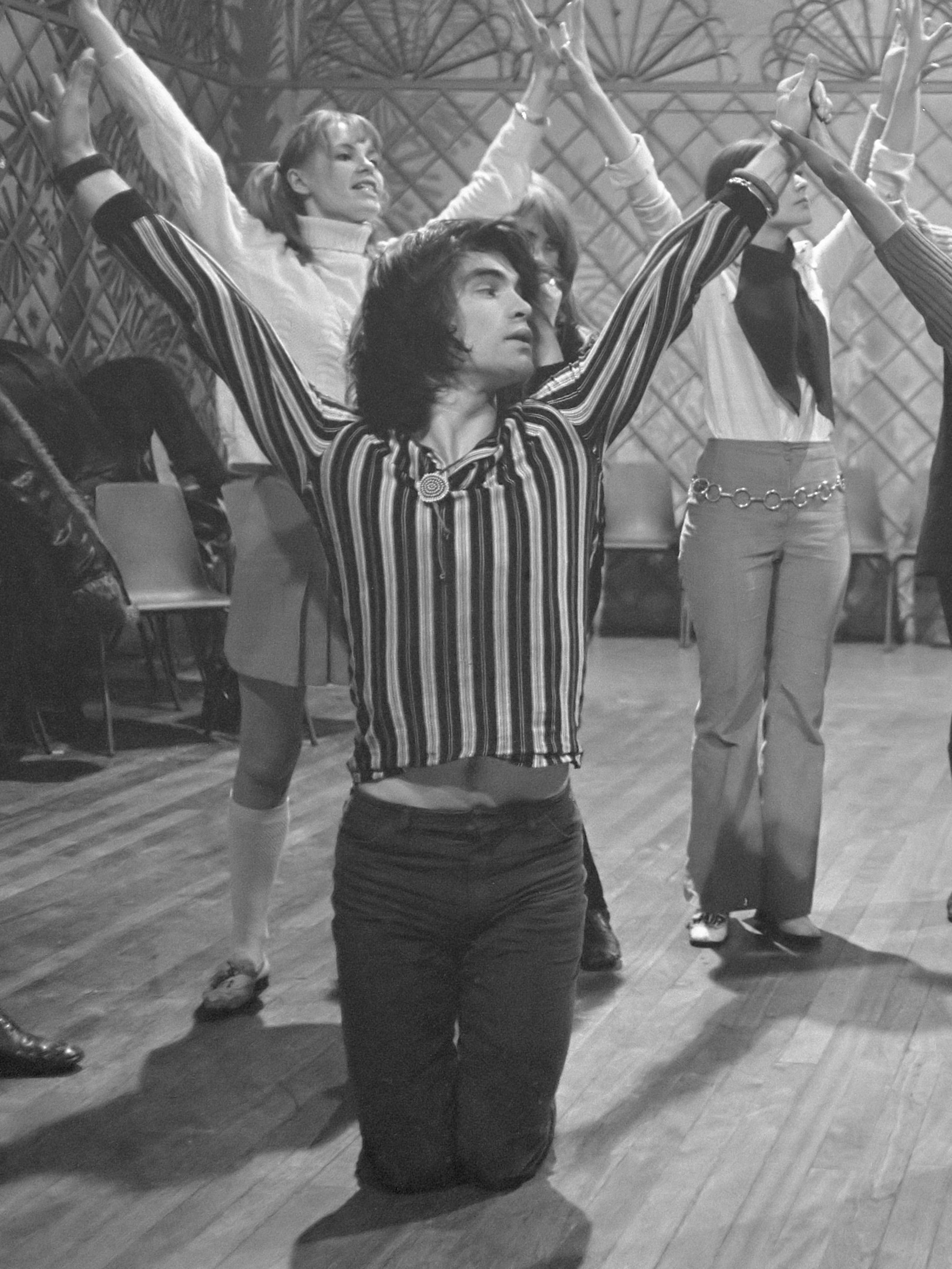
Oliver Tobias (1969)

Oliver Tobias (* 6. August 1947 in Zürich, Schweiz, als Oliver Tobias Freitag) ist ein britisch-schweizerischer Film- und Theaterschauspieler.

## Leben
Oliver Tobias wurde als Sohn der Schauspieler Maria Becker und Robert Freitag geboren und wuchs zunächst in Zürich bei seinen Eltern zusammen mit zwei Brüdern auf. Sein Bruder Benedict Freitag wurde ebenfalls Schauspieler. Ab 1958 besuchte Tobias eine Internatsschule in London. 1964 verließ er die Schule und tourte mit einer Rockband durch Deutschland und die Schweiz. Von 1965 bis 1968 besuchte er die East 15 Acting School in Loughton (Greater London). Anschließend setzte er seine schauspielerische Ausbildung an der École de Dance in Zürich fort.
Seine ersten Erfolge als Darsteller hatte Tobias ab 1968 in den Musicals Hair und Jesus Christ Superstar in London, Amsterdam und Tel Aviv-Jaffa.
1969 gab er an der Seite von Donald Pleasence und Shelley Winters sein Filmdebüt im britischen Spielfilm Arthur! Arthur!. In Deutschland wurde er durch die Titelrolle in der TV-Serie König Arthur bekannt (Original: Arthur of the Britons), die von 1971 bis 1972 produziert wurde. Seitdem wurde Tobias für viele internationale Filmprojekte verpflichtet, übernimmt aber auch immer wieder Theaterrollen. Im Jahr 1982 spielte er innerhalb einer Faust-Interpretation im Musikvideo zur Single Hymn der britischen Popgruppe Ultravox die Rolle des verführerischen Teufels.
Aus erster Ehe hat Oliver Tobias zwei Töchter, aus zweiter Ehe zwei Söhne. Er lebt mit seiner Familie in London.

## Filmografie (Auswahl)
- 1971: Ein Kerl zum Pferdestehlen (Romance of a Horsethief)
- 1972–1973: König Arthur (Arthur of the Britons)
- 1977: Jesus von Nazareth (Jesus of Nazareth)
- 1978: Die Stute
- 1979: Der Supercoup (A Nightingale Sang in Berkeley Square)
- 1979: Im Bann des Kalifen (Arabian Adventure)
- 1981: Schmuggler (Smuggler)
- 1982: Die verruchte Lady (The Wicked Lady)
- 1986: Die Rückkehr der Wildgänse
- 1987: Johann Strauß – Der König ohne Krone
- 1987: Adventurer (Fernsehserie)
- 1990: The Last Match – Der letzte Fight
- 1992: Glückliche Reise – Sri Lanka (Fernsehreihe)
- 1993: Flash – Der Fotoreporter (Fernsehserie)
- 1993: Das Traumschiff: Hongkong (Fernsehserie)
- 1994: Rosamunde Pilcher: Wechselspiel der Liebe (Fernsehfilm)
- 1994: Das letzte Rendezvous (Broken Lullaby)
- 1997: Wie kommt man schnell ans große Geld? (Savage Hearts)
- 1998: Deadly Instinct – Die Bestie aus dem All (Breeders)
- 1998: Liebe in Zeiten des Krieges (The Brylcreem Boys)
- 1999: Mörderisches Geheimnis (Darkness Falls)
- 1999: Abenteuer im Land der Grizzlys (Grizzly Falls)
- 1999: Dr. Stefan Frank – Der Arzt, dem die Frauen vertrauen – Engelflügel
- 2000: Klinik unter Palmen
- 2000: Der Bestseller
- 2005: Unter weißen Segeln – Abschiedsvorstellung
- 2006: Schöni Uussichte – El Canto de Kiki
- 2007: Mord in bester Gesellschaft
- 2007: Hunkeler macht Sachen
- 2022: A Fistful of Karma

## Diskografie
- 1972 Jesus Christ Superstar – Deutsche Originalaufnahme, Decca DD 3402/1-2, als Judas

## Auszeichnungen
- 1974 Silberner Bravo Otto (Sparte TV-Star männlich)